# George Williams (YMCA)
Sir George Williams (11 tháng 10 năm 1821 - 6 tháng 11 năm 1905) là nhà sáng lập Hiệp hội Thanh niên Cơ Đốc (tiếng Anh Young Men's Christian Association – YMCA).

## Thiếu thời
Williams sinh ngày 11 tháng 10 năm 1821, là con út của một gia đình có tám người con, tại một nông trang nhỏ ở Dulverton, Somerset, Anh Quốc. Theo sự miêu tả của ông, khi còn trẻ là một "gã vô tâm, cẩu thả, bất kính và hay chửi thề", nhưng trong thời gian lưu trú tại thị trấn Bridgwater để học nghề bán hàng, Williams trở nên một tín hữu Cơ Đốc sùng kính.
Khi đến Luân Đôn làm việc tại một cửa hiệu vải; Williams bắt đầu quan tâm đến môi trường sống của giới thanh niên lao động ở Luân Đôn (giống như Williams, đa phần đều đến từ những vùng nông thôn để tìm việc làm tại đây), và nhận ra rằng tại thành phố này, các cơ hội giải trí lành mạnh cung ứng cho giới trẻ ít hơn nhiều so với vô số quán rượu và nhà thổ. Trong khi đó, những người này thường phải sống xa gia đình và không có nhà, chỗ ở của họ là nơi làm việc. Họ chen chúc nhau tìm chỗ ngủ trong những căn phòng chật hẹp tại cửa hàng, dù vậy những nơi này được xem là an toàn hơn những khu nhà trọ và đường phố Luân Đôn. Bên ngoài chỗ làm đầy rẫy sự nguy hiểm - cống rãnh lộ thiên, trộm cướp, du đãng, hành khất, kẻ say xỉn, gái bán hoa và trẻ em vô gia cư.

## Hiệp hội Thanh niên Cơ Đốc (YMCA)
Williams qui tụ một nhóm bạn hữu cũng là nhân viên các cửa hàng vải bắt tay tạo lập một địa điểm dành cho giới trẻ lui tới mà không bị dẫn dụ vào con đường tội lỗi, cố gắng cung ứng cho họ thói quen nghiên cứu Kinh Thánh và cầu nguyện thay cho những loại hình sinh hoạt tiêu cực trên đường phố. Đó là tiền thân của YMCA.
Ngày 6 tháng 6 năm 1844 chứng kiến sự ra đời của Hiệp hội Thanh niên Cơ Đốc (YMCA) nhằm đáp ứng những điều kiện xã hội tiêu cực sản sinh từ cuộc Cách mạng Công nghiệp. Đến năm 1851, YMCA đã có 24 chi hội hoạt động trên khắp nước Anh với con số thành viên là 2.700 người. Cũng trong năm ấy, YMCA đến Bắc Mỹ: YMCA có mặt ở Montréal, Canada ngày 25 tháng 12 và tại Boston, Hoa Kỳ ngày 29 tháng 12. Năm 1853, YMCA cho người Mỹ gốc Phi được thành lập tại Washington, D.C., bởi Anthony Bowen, một người nô lệ được tự do. Năm sau, hội nghị quốc tế đầu tiên của YMCA được triệu tập tại Paris, Pháp. Lúc ấy, đã có 397 chi hội YMCA hoạt động tại bảy quốc gia với số thành viên lên đến 30.369 người.
Những ý tưởng của YMCA, mặc dù được hình thành từ các giá trị được biểu dương bởi Phong trào Tin Lành, đã vượt qua khỏi ranh giới giáo phái và giai tầng xã hội của nước Anh ngày ấy để được chấp nhận rộng rãi như là một tổ chức từ thiện không phân biệt giới tính, tuổi tác, chủng tộc, tôn giáo và quốc tịch.
Williams tham gia tích cực chiến dịch vận động cắt giảm số giờ làm việc trong ngày cho giới công nhân, ông cũng là một doanh nhân thành đạt, và dành hai phần ba lợi tức kiếm được cho các chương trình từ thiện.

## Từ trần
Năm 1894, Nữ hoàng Victoria I của Anh phong tước hiệp sĩ (Knight) cho Williams. Sau khi từ trần, ngày 6 tháng 11 năm 1905, hình ảnh của ông được lưu giữ trên kính cửa sổ trong Điện Westminster. Sir George Williams được an táng trong Đại Giáo đường Thánh Phao-lô, nơi an nghỉ của các chính khách và anh hùng dân tộc nước Anh.